# 孙宝国
孙宝国（1961年2月—），男，山东招远人，中国香料和食品添加剂专家，工学博士，教授、博士生导师。

## 生平
1984年毕业于北京轻工业学院化工系。2003年获清华大学化学工程博士学位。曾任北京轻工业学院化工系主任、副院长、北京工商大学副校长等职。2009年当选中国工程院院士。2014年9月任北京工商大学校长。2018年1月，当选第十三届全国政协委员。

## 学术贡献
- 获15项发明专利
- 出版9部学术著作
- 发表200余篇学术论文，被SCI、EI收录60余篇

## 社会兼职
- 中国食品科学技术学会副理事长
- 中国化工学会理事
- 中国食品添加剂和配料协会副理事长
- 中国香料香精化妆品工业协会副理事长
- 中国科协第八届全国委员会委员
- 北京市第十二届政协委员

## 奖项和荣誉
- 1999年和2000年国家科学技术进步二等奖
- 2005年国家技术发明奖二等奖